# Liste der Staatsoberhäupter 589
Übersicht
◄◄ | ◄ | 585 | 586 | 587 | 588 | Liste der Staatsoberhäupter 589 | 590 | 591 | 592 | 593 | ► | ►►

Weitere Ereignisse

## Afrika
- Aksumitisches Reich
  - König: Hataz (ca. 575–ca. 590)

## Amerika
- Maya
  - Copán
    - Herrscher: Butz' Chan (578–628)

  - Palenque
    - Herrscher: Yohl Ik'nal (583–604)

## Asien
- Bagan
  - König: Htunpyit (582–598)

- China
  - Kaiser: Sui Wendi (581–604)
  - Chen-Dynastie: Chen Wu Di (557–589)

- Östliches Reich der Gök-Türken
  - Khan: T'u-lan (587–600)

- Westliches Reich der Gök-Türken
  - Khan: Tardu (575–603)

- Iberien (Kartlien)
  - König: Guaram I. (ca. 580–ca. 590)

- Indien
  - Chalukya
    - König: Kirtivarman I. (566–597)

  - Kadamba
    - König: Aja Varman (565–606)

  - Pallava
    - König: Simha Vishnu (575–615)

  - Pandya
    - König: Kadungon (560–590)

- Japan
  - Kaiser: Sushun (587–592)

- Korea
  - Baekje
    - König: Wideok (554–598)

  - Goguryeo
    - König: Pyeong-won (559–590)

  - Silla
    - König: Jinpyeong (579–632)

- Lachmidenreich
  - König: an-Nuʿmān III. (580–602)

- Sassanidenreich
  - Schah (Großkönig): Hormizd IV. (579–590)

## Europa
- Awarisches Reich
  - Khagan: Baian I. (562–602)

- England (Heptarchie)
  - Bernicia
    - König: Hussa (585–592)

  - Deira
    - König: Ælle (560–588/590)
    - König: Æthelric (588/590/599–593/604)

  - East Anglia
    - König: Tyttla (578–593/599)

  - Essex
    - König: Sledda (ca. 587–ca. 604)

  - Kent
    - König: Æthelberht (560/585–616/618)

  - Mercia
    - König: Creoda (585–593)

  - Wessex
    - König: Ceawlin (560–590)

- Fränkisches Reich
  - Austrasien: Childebert II. (575–596)
  - Neustrien: Chlothar II. (584–629)
  - Burgund: Guntram I. (561–592)
  - Herzogtum Baiern: Garibald I. (548–593)

- Langobardenreich
  - König: Authari (584–590)
  - Autonome langobardische Herzogtümer:
    - Herzog:  Zotto (571–591)
    - Herzog des Friaul: Grasulf I. (581–590)
    - Herzog von Spoleto: Faroald I. (570–591)

- Oströmisches Reich
  - Kaiser: Maurikios (582–602)

- Schottland
  - Dalriada
    - König: Aidan (574–608)

- Wales
  - Gwynedd
    - König: Beli ap Rhun (ca. 580–ca. 599)

- Westgotenreich
  - König: Rekkared I. (586–601)

## Religiöse Führer
- Papst: Pelagius II. (579–590)
- Patriarch von Konstantinopel: Johannes IV. (582–595)